# Estádio Municipal Rui Barbosa
O Estádio Municipal Rui Barbosa, também conhecido como Campo do Rui, é um estádio de futebol localizado na Vila Nery, no município de São Carlos, no Estado de São Paulo, é propriedade da Prefeitura Municipal de São Carlos. Seu nome é originário do Ruy Barbosa Futebol Clube, que homenageava o escritor Ruy Barbosa.

## História
O local foi um cemitério de 1882 a 1890, ficando fechado até por volta do meio do meio dos anos 1920, momento em que somente lembranças e relatos de moradores da época registram o local, que era um descampado onde as crianças brincavam e jogavam o futebol de várzea. Em 5 de setembro de 1930, a Câmara Municipal de São Carlos transmitiu a posse do terreno que ficou conhecido como “Campo do Rui”, já que na mesma época era criado o Rui Barbosa Futebol Clube, uma Associação Civil Esportiva. Com isso, o campo de futebol do Rui Barbosa Futebol Clube, que pertencia ao São Carlos Clube, recebeu serviços de nivelamento do terreno, construção de arquibancada, instalações sanitárias, bilheterias e pistas. Iniciando assim a estrutura do local. Um ano depois, em 26 de julho de 1931, foi inaugurado o campo de futebol do Rui Barbosa Futebol Clube, que se fundiu no São Carlos Tênis Clube e ambos constituíram, mais tarde, o Paulista Esporte Clube, que hoje é a Sociedade São Carlos Clube. Este possuía uma área onde hoje está sua sede de campo, e próximo a ela havia um terreno que pertencia à Prefeitura Municipal.
Portanto o estádio já existia antes de sua inauguração oficial desde o final da década de 20, era um estádio onde o extinto Ruy Barbosa fundado em 1929 mandava seus jogos, no conhecido como "Campo do Rui Barbosa" ou "Campo da Vila Nery", ou "Municipal de São Carlos" que foi inaugurado oficialmente em 1932. Em 1957 a Prefeitura da cidade começou a construir o chamado hoje Estádio Municipal Rui Barbosa que está desativado para a pratica do futebol desde 2001.
Na primeira inauguração do estádio foi no dia 22 de maio de 1932 como Municipal de São Carlos; no dia 4 de novembro de 1958 quando da sua inauguração como estádio, estiveram presentes o governador do estado, Jânio Quadros, o prefeito da cidade, Alderico Vieira Perdigão, e demais autoridades da época.

## Amistosos no local
- Em 22 de maio de 1932, houve o jogo amistoso de inauguração do estádio, onde o Ruy Barbosa enfrentou o São Paulo FC da Floresta, jogo vencido pelo São Paulo por 4–1.
- Súmula do jogo:[2]
  - Ruy Barbosa: Miguelzinho, Ivo e Pilli; Carrapato, Carabina, Campolongo, Mariano Marigo, Sanchez, Öpper, Hermes e Villariño.
  - São Paulo: Joãozinho, Caetano, Barthô; Milton, Bino, Sasso, Álvaro, Armandinho, Friedenreich, Araken Patusca e Junqueirinha - Técnico: Rubens Salles e Marinetti.
  - Gols: Mariano aos 10' para o Ruy Barbosa; Friedenreich 2 os 15' e 18', Araken Patusca 1 aos 30', Armandinho 85', para o São Paulo.
  - Árbitro: Cândido de Barros (APEA)
  - Estádio: Municipal de São Carlos

- Em 17 de dezembro de 1933, houve o jogo amistoso no estádio, onde o Ruy Barbosa (reforçado com Zarzur, Armandinho e Zuza), enfrentou o Palestra Italia, jogo vencido pelo Palestra por 4–1 e que valeu a Taça Filizolla
- Súmula do jogo:[2]
  - Ruy Barbosa: Aleixo, Chiquinho (Monte) e Pelocha; Cruz, Zarzur, Cassununga, Mariano Marigo (Izidoro), Armandinho, Francisco, Zuza e Milori.
  - Palestra Italia: Nascimento, Carnera, Narciso; Zico (Cambom), David, Tufi, Avelino, Sandro, Fogueira, Lara e Imparato - Técnico:
  - Gols: Imparato 1 aos 18', Avelino 1 aos 42', para o Palestra Italia; e Zuza 1 aos 29' (penalty), para o Ruy Barbosa.
  - Árbitro:  (APEA)
  - Partida Preliminar: Ruy Barbosa B 0–3 Tamoyo FC
  - Estádio: Municipal de São Carlos

- Em 11 de junho de 1939, houve um jogo amistoso, onde o Ruy Barbosa enfrentou o São Paulo FC da Floresta, jogo vencido pelo São Paulo por 2–1.
- Súmula do jogo:[2]
  - Ruy Barbosa: Armando, Juca e Pancho (Belochi); Cozinheiro (Pancho), Baigo e Paulo (Cozinheiro); Lola, Vitinho, Lio, Nelson e Ferreira.
  - São Paulo: King, Bento e Bruno (Aníbal); Fiorotti, Damasco e Felipelli; Leme, Armandinho, Euclides (Elyseo), Paulo (Carioca) e Novelli - Técnico: Ignác Amsel
  - Gols: Armandinho aos 6' para o São Paulo, Ferreira aos 32' para o Ruy Barbosa, e Leme aos 38 para o São Paulo
  - Árbitro: Abrão Ferreira (APEA)
  - Estádio: Municipal de São Carlos

- Em 14 de julho de 1946 - Ferroviários EC contra o SPR AC da capital paulista, amistoso no qual o SPR AC venceu por 6–4.
  - Campo da Vila Nery

- Em 21 de julho de 1946, houve um jogo amistoso no local, onde o Clube dos Bancários de São Carlos (fundado em 13 de dezembro de 1944) enfrentou o Jabaquara, jogo vencido pelo Jabaquara por 2–1.

- Em 5 de janeiro de 1947, houve um amistoso no local, onde o Ferroviários EC de São Carlos fundado em 20 de abril de 1943 enfrentou o Corinthians, jogo vencido pelo Corinthians por 7–2, gols anotados por Cláudio (2 gols, 1 de falta), Baltazar (2 gols), Servílio (2 gols), e Válter para o Corinthians; Pintado (de cabeça) e Alicate (de falta) marcaram para o Ferroviários.[2][3]
  - Corinthians: Bino (Arlindo), Ariovaldo (Maioral) e Valussi; Palmer (Alegretti), Hélio (Falco) e Aleixo; Cláudio, Baltazar, Servilio, Rui (Mical) e Valter (Milani)
  - Árbitro: Pedro Kalil (FPF)
  - Estádio: Municipal de São Carlos

- Em 22 de fevereiro de 1948, houve um jogo amistoso no local, onde o Clube dos Bancários de São Carlos enfrentou o Guarani, jogo vencido pelo Guarani por 2–0.
- Em 31 de janeiro de 1959, houve um amistoso no local entre o Três Fazendas EC e o Olaria-RJ, jogo que terminou empatado em 2–2.

### Jogos do Ruy Barbosa FC no local e fora
- 22 de maio de 1932 - Rui Barbosa 1–4 São Paulo (amistoso de inauguração do estádio)
- 4 de dezembro de 1932 - Rio Claro 4–1 Rui Barbosa (campeonato regional, em Rio Claro)
- 12 de fevereiro de 1933 - Rui Barbosa 1–4 Rio Claro (amistoso)
- 11 de junho de 1933 - Rui Barbosa 2–2 Rio Claro (campeonato regional)
- 13 de agosto de 1933 - Rio Claro 2–1 Rui Barbosa (campeonato regional, jogo em Rio Claro)
- 17 de dezembro de 1933 - Rui Barbosa 1–4 Palestra Itália (Taça Filizolla) oferecida ao vencedor
- 8 de abril de 1934 - Rui Barbosa 2–1 Rio Claro (amistoso)
- 15 de abril de 1934 - Rio Claro 2–2 Rui Barbosa (amistoso em Rio Claro)
- 18 de setembro de 1938 - Rio Claro 3–2 Rui Barbosa (amistoso em Rio Claro)
- 25 de setembro de 1938 - Rui Barbosa 0–2 Rio Claro (amistoso)
- 11 de junho de 1939 - Rui Barbosa 1–2 São Paulo (amistoso)
- 25 de junho de 1939 - Rui Barbosa 2–2 Comercial de Araras (amistoso)
- 2 de julho de 1939 - Comercial de Araras 2–1 Rui Barbosa (amistoso em Araras)
- 23 de julho de 1939 - Rui Barbosa 3–0 Guarani (amistoso)
- 17 de setembro de 1939 - Rio Claro 1–0 Rui Barbosa (amistoso em Rio Claro)

### Campeonato Amador do Estado de São Paulo F.P.F. - Setor 22 – 1960
- Quartas de final
  - 27 de novembro de 1960 - CR IPL (São Carlos) 1–5 Usina São João
  - 4 de dezembro de 1960 - Usina São João 4–0 CR IPL (em Araras)

### Amistosos de clubes de São Carlos
- 12 de dezembro de 1943 - Clube Comercial (São Carlos) 3–5 Palmeiras (aspirantes)[4] "Páginas 16 e 17"
  - Palmeiras (aspirantes) — Tarzan, Oswaldo e Manduco; Mimosa, Waldemar e Gengo (Piaza); Jesus, Abrahão, Renato (Tite), Charrete e Canhotinho.
  - Clube Comercial — Odracyr (Ducho), Jader (Carritel) e Heraldo; Traina, Barbuto (Jayme) e Cardoso; Clayton, Luizinho, Zuza, Clóvis e Waldemar.
- 3 de fevereiro de 1963 - Usina São João (Araras) 2–2 Frigorífico São Carlos do Pinhal EC (em Araras)
- 18 de abril de 1971 - Comercial (Araras) 1–1 Cerealista EC (São Carlos) - (em Araras)
- 25 de maio de 1980 - Usina São João (Araras) 2–0 EC Tiradentes (São Carlos) - (em Araras)

## Dimensões
- O gramado de jogo do estádio, possui atualmente dimensões de 90 m de comprimento por 60 m de largura.

## Expansão

#### Permuta de propriedades
Diante da necessidade de uma área maior para as atividades esportivas do clube, em 5 de março de 1951, o então presidente do clube Dr. Romeu Santini, enviou um ofício à Prefeitura, sugerindo uma permuta de áreas. O clube ficaria com a área da Prefeitura perto do Posto Zootécnico e a Prefeitura ganharia o Campo do Rui Barbosa. Por meio da Lei no. 1374, de 17 de abril de 1951, a Prefeitura foi autorizada a transferir para o São Carlos Clube, pela forma legal, o domínio da propriedade requisitada. Esta mesma lei autorizou a Prefeitura a receber o Campo do Rui Barbosa, sendo lavrada a escritura de permuta dos terrenos em 27 de dezembro do mesmo ano.

#### Expansão
Na década de 50, o então prefeito Dr. Alderico Vieira Perdigão, resolveu investir na melhoria do Campo do Rui Barbosa, para transformá-lo no “Estádio Municipal Ruy Barbosa”. Essas melhorias visavam à comemoração do Centenário da Cidade, e também os Jogos Abertos que seriam realizados em São Carlos.
A placa que ficava no portão de entrada, onde estava a bilheteria que foi demolida para a construção da piscina da Fundação Educacional São Carlos (FESC), constava que o Estádio Municipal Rui Barbosa foi inaugurado em 4 de novembro de 1958, com a presença do governador Jânio Quadros, na gestão do prefeito Dr. Alderico Vieira Perdigão.
Já a pista de atletismo, consta na Ata do Conselho da Escola de Educação Física, de 6 de outubro de 1986, que os membros decidiram por nominá-la Prof. Antonio Stella Moruzzi, com placa alusiva datada de 7 de maio 1987.

### Adaptação do Estádio do Ruy Barbosa para Pista de Saúde
Nos tempos atuais, o espaço está desativado para a prática do futebol, isso desde 2001, sendo que a reforma que mais se destaca se iniciou em 2012, quando o espaço utilizado para jogos de futebol deixou de existir dando lugar à Pista de Saúde. A mesma forma um trajeto com cerca de 400m em uma volta completa. Houve um investimento de R$ 274,9 mil efetuado pela Prefeitura Municipal para que ela fosse inaugurada, assim abrindo o Campus I da Fundação Educacional São Carlos (FESC).

### Programas da Fundação Educacional São Carlos (FESC)
- UATI - Universidade Aberta à Terceiridade: objetiva a inclusão social de pessoas adultas e idosas, por meio de processos formativos nas áreas de Saúde, Cultura, Esportes Lazer e Cidadania/Trabalho, visando a melhora na qualidade de vida da população desta faixa etária;

- UNIT - Universidade Aberta ao Trabalhador: voltado para a inclusão social de trabalhadores, desenvolvendo ações de educação profissional a pessoas jovens e adultas para atendimento das demandas do Plano Municipal de Qualificação, em parceria com a Secretaria Municipal de Desenvolvimento Sustentável, Ciência e Tecnologia e em articulação com a Secretaria Municipal de Cidadania e Assistência Social e a Secretaria Municipal de Educação;

- PID – Programa de Inclusão Digital: objetiva contribuir com o processo de inclusão digital da população. Oferece formação básica em informática, que permite a aquisição de conhecimentos e habilidades específicas para o uso de computadores e da Internet;

- UMG – Escola Municipal de Governo: desenvolve cursos, treinamentos e outras ações educativas formais para a melhoria da qualificação profissional dos servidores públicos municipais da administração direta e indireta da Prefeitura Municipal de São Carlos;

- UAB – Universidade Aberta do Brasil: é um sistema integrado por universidades públicas que oferece cursos de nível superior para camadas da população que têm dificuldade de acesso à formação universitária, por meio do uso da metodologia da educação à distância;

- TVE São Carlos: uma emissora pública, associada à TV Brasil e integrante da Rede Nacional de Comunicação Pública/Televisão (RNCP/TV), o que permite a troca de conteúdos com outras emissoras públicas do país.

### Inaugurações (FESC)

#### Inauguração da piscina coberta e aquecida
No dia 30 de Abril de 2012, foi inaugurada a piscina da Fundação Educacional São Carlos (FESC) no campo do Rui. A inauguração fez parte da primeira etapa do Centro Esportivo da Universidade Aberta da Terceira Idade e contou com a presença de Aldo Rebelo, ministro do Esporte.
Para a construção da piscina, foram investidos cerca de 524 mil reais, contando com a ajuda do próprio Ministério do Esporte. Foi promovida então a piscina coberta e aquecida (25x12,5m), arquibancada, sanitários, vestiário masculino e feminino e salas administrativas.
Um dos cursos oferecidos na época foi o de hidroginástica aos grupos da terceira idade, coordenados pela Prefeitura Municipal, pela Universidade Aberta à Terceira Idade  (UATI), e pelo Centro de Referência do Idoso Vera Lúcia Pilla. Hoje oferece também natação tanto para terceira idade quanto para jovens e adultos, tendo um valor cobrado para manutenção do local.

#### Calistenia
Em 2016 foram instalados junto à academia ao ar livre as barras para a prática de Calistenia, esporte onde o praticante utiliza a força do próprio corpo para a prática da atividade física. Tal evento se deu devido ao pedido de um grupo de praticantes ao FESC, que contratou um engenheiro para projetar a estrutura.

#### Cursos já ofertados ou em ocorrência (FESC)
A FESC, Campus I, que se localiza no Campo do Rui, disponibiliza cursos profissionalizantes para a população:
- Costura Industrial - Nível Avançado;
- Corte e Costura Doméstico - Nível Intermediário "Intensivo";
- Assistente Administrativo Financeiro;
- Introdução à Contabilidade;
- Introdução à Finanças;
- Língua Espanhola para o Trabalho - Nível Básico;
- Língua Espanhola para o Trabalho - Nível Intermediário;
- Língua Espanhola para o Trabalho - Nível Avançado;
- Planejamento Financeiro Individual;
- Office para o Trabalho - Word, Excel e Power Point;
- Informática para o Trabalho - Habilidades Específicas;
- Informática para Maturidade Básica II - Word, Excel e PowerPoint;
- Informática para Maturidade – Internet;
- Educação Corporal;
- Ginástica Corporal;
- Espanhol Intermediário Avançado;
- Consciência Corporal no Alongamento;
- Alongamento e Equilíbrio;
- Roda de Samba;
- Práticas Avançadas de Conversação;
- História de Vida e Cultura de Paz;
- RAAC (Relaxamento);
- Alongamento e Atividades Cênicas;
- Espanhol Básico;
- Construção de Cenários - Téc. de Decopagem;
- Atividade Física Leve;
- Atividade Física Moderada;
- Repertório Flauta;
- Tertúlia em Espanhol;
- Espanhol Avançado Inicial;
- Atividade Física e Lazer;
- Figurinos Teatrais com Customização;
- Música;
- Movimento e Relaxamento;
- Repertório Violão;
- Natação Iniciante e Avançado;
- Hidroginástica e Aqualongamento.

## Campo do Rui Barbosa atualmente
Com mais de 16.000 m², o Campo do Rui Barbosa é o espaço que acolhe atualmente a Fundação Educacional São Carlos (FESC Vila Nery). Propriedade da Prefeitura Municipal de São Carlos, está localizado na área central da cidade de São Carlos, estado de São Paulo. Possui região externa convidativa e agradável, com áreas verdes, estacionamento e muitos espaços esportivos: pista de saúde, parque infantil, vestiários masculino e feminino, piscina aquecida e a Pista de Saúde com academia ao ar livre.
Seus espaços de ensino compreendem: 7 salas de aula, 1 auditório, 2 sala de atividades físicas, 1 ateliê de artes, 1 Telecentro de Informação e Negócios/Escola de Informática e Cidadania e 1 biblioteca comunitária. As quadras esportivas e os ambientes de ensino são cedidos para uso da comunidade, mediante agendamento prévio e pagamento de contribuição de manutenção.